# Strigula connivens
Strigula connivens är en lavart som beskrevs av R. C. Harris. Strigula connivens ingår i släktet Strigula och familjen Strigulaceae.   Inga underarter finns listade i Catalogue of Life.